# Jacques De Geer
Jacques Anton Gerard De Geer af Finspång, född 7 februari 1821 i Risinge församling, Östergötlands län, död 5 februari 1902 i Stockholm, var en svensk friherre och militär.

## Biografi
Jacques De Geer af Finspång föddes 1821 på Finspångs bruk. Han var son till Gerard De Geer af Finspång och Henrietta Charlotta Lagerstråle. De Geer blev 4 november 1835 kadett vid Krigsakademien på Karlberg och utexaminerades 4 juni 1839. Han blev 12 juli 1839 underlöjtnant vid Södermanlands regemente och 10 juli 1843 löjtnant. De Geer var från 1846 till 1867 förvaltare vid Stjärnholms slott och blev 15 maj 1850 regementskvartermästare. Han blev 17 september 1856 kapten med avsked 28 oktober 1856. De Geer utnämndes 5 maj 1860 till riddare av Nordstjärneorden och blev 1865 ledamot av Lantbruksakademien. Han fick Södermanlands läns hushållningssällskaps medalj att bäras på bröstet 1866 och var från 1878 till 1888 tillförordnad domänintendent i Södermanlands län. De Geer var 1882 ledamot av kommittén för domänförvaltningens ordnande och blev 1890 hedersledamot i Södermanlands läns hushållningssällskap. Han avled 1902 i Stockholm.

### Familj
De Geer  21 augusti 1850 i Araslövs socken med grevinnan Hedvig Hamilton (1828–1882), dotter till överstelöjtnanten greve Hugo Hamilton och grevinnan Jaquette Piper. De fick tillsammans barnen friherre Jean-Jacques De Geer (1863–1949) och underlöjtnanten Robert De Geer (1865–1886) vid Svea artilleriregemente.